# Baker Island, British Columbia
Baker Island är en ö i Kanada.   Den ligger i Broughton Archipelago i Regional District of Mount Waddington i provinsen British Columbia, i den västra delen av landet, 300 km nordväst om Vancouver. Arean är 13 kvadratkilometer.
Öns högsta punkt är 380 meter över havet. Den sträcker sig 3,5 kilometer i nord-sydlig riktning, och 8,6 kilometer i öst-västlig riktning.